# Marie Françoise Bernard
Pour les articles homonymes, voir Bernard.
 (mars 2022).
La mise en forme du texte ne suit pas les recommandations de Wikipédia : il faut le « wikifier ».
Les points d'amélioration suivants sont les cas les plus fréquents. Le détail des points à revoir est peut-être précisé sur la page de discussion.
- Les titres sont pré-formatés par le logiciel. Ils ne sont ni en capitales, ni en gras.
- Le texte ne doit pas être écrit en capitales (les noms de famille non plus), ni en gras, ni en italique, ni en « petit »…
- Le gras n'est utilisé que pour surligner le titre de l'article dans l'introduction, une seule fois.
- L'italique est rarement utilisé : mots en langue étrangère, titres d'œuvres, noms de bateaux, etc.
- Les citations ne sont pas en italique mais en corps de texte normal. Elles sont entourées par des guillemets français : « et ».
- Les listes à puces sont à éviter, des paragraphes rédigés étant largement préférés. Les tableaux sont à réserver à la présentation de données structurées (résultats, etc.).
- Les appels de note de bas de page (petits chiffres en exposant, introduits par l'outil «  Source ») sont à placer entre la fin de phrase et le point final[comme ça].
- Les liens internes (vers d'autres articles de Wikipédia) sont à choisir avec parcimonie. Créez des liens vers des articles approfondissant le sujet. Les termes génériques sans rapport avec le sujet sont à éviter, ainsi que les répétitions de liens vers un même terme.
- Les liens externes sont à placer uniquement dans une section « Liens externes », à la fin de l'article. Ces liens sont à choisir avec parcimonie suivant les règles définies. Si un lien sert de source à l'article, son insertion dans le texte est à faire par les notes de bas de page.
- La présentation des références doit suivre les conventions bibliographiques. Il est recommandé d'utiliser les modèles {{Ouvrage}}, {{Chapitre}}, {{Article}}, {{Lien web}} et/ou {{Bibliographie}}. Le mode d'édition visuel peut mettre en forme automatiquement les références.
- Insérer une infobox (cadre d'informations à droite) n'est pas obligatoire pour parachever la mise en page.

Pour une aide détaillée, merci de consulter Aide:Wikification.
Si vous pensez que ces points ont été résolus, vous pouvez retirer ce bandeau et améliorer la mise en forme d'un autre article.
Marie Françoise « Fanny » Bernard (née Martin) (16 septembre 1819 - 9 octobre 1901) est l'épouse du pionnier de la recherche expérimentale en physiologie, Claude Bernard. Choquée par son utilisation de la vivisection, elle crée une association militant contre la vivisection.
Elle épouse Claude Bernard le 7 mai 1845, et c'est la dot du père de Marie Martin, médecin, qui permet à Claude Bernard de poursuivre ses études auprès de François Magendie au Collège de France. Ils ont quatre enfants : Jeanne Antoinette Henriette (1847-1923), Marie Louise Alphonsine (1850-1922), Louis Henri (1846) et Claude Henri François (1856-1857).
Marie s'oppose aux méthodes de recherche de son mari. Magendie, Claude Bernard et ses collègues physiologistes — comme Charles Richet en France et Michael Foster en Angleterre — sont vivement critiqués pour leur pratique de la vivisection animale, en particulier sur les chiens. Des anti-vivisectionnistes infiltrent parfois les conférences de Magendie à Paris, où il dissèque des chiens sans anesthésie, criant prétendument « Tais-toi, pauvre bête ! » pendant qu'il travaillait dessus.
Elle divorce en 1870.
À l'âge de 19 ans, Claude Bernard écrit une pièce intitulée Arthur de Bretagne, publiée à titre posthume, qui contient une préface diffamante envers Marie et ses filles, selon elles. Il est possible[évasif] qu'elles aient intenté une action en justice afin de faire détruire toute copie de la pièce, mais celle-ci fut produite à la radio en 1936 et republiée en 1943,.

## Experimental Animals: A Reality Fiction
En 2016, l'autrice américaine de littérature expérimentale Thalia Field publie Experimental Animals : A Reality Fiction, un roman documenté à propos de Claude Bernard et du mouvement de défense des droits des animaux du XIXe siècle du point de vue de « Fanny » Bernard.